# مقاطعة تشيسترفيلد (كارولاينا الجنوبية)
مقاطعة تشيسترفيلد (بالإنجليزية: Chesterfield County, South Carolina)‏ هي إحدى مقاطعات ولاية كارولاينا الجنوبية في الولايات المتحدة. ، بلغ عدد سكانها 46734 نسمة في عام 2010 حسب إحصاء مكتب تعداد الولايات المتحدة وتصل الكثافة السكانية فيها 22.6 نسمة/كم2.

## أعلام
- روبرت لوري
- هوراس كينغ

## وصلات خارجية
- http://www.chesterfieldcountysc.com/
- United States Counties